# Орослањ
Орослањ (мађ. Oroszlány) град је у Мађарској. Орослањ је један од важнијих градова у оквиру жупаније Комаром-Естергом.
Орослањ је имао 18.968 становника према подацима из 2009. године.

## Географија
Град Орослањ се налази у северном делу Мађарске. Од престонице Будимпеште град је удаљен око 75 километара западно. Град се налази у северном делу Панонске низије, у северној подгорини Бакоњске горе. Надморска висина града је око 180 m.

## Партнерски градови
- Плохинген

## Галерија
- Римокатоличка црква
- Здање општине
- Основна школа